# Żarów (stacja kolejowa)
Żarów – stacja kolejowa w Żarowie, w województwie dolnośląskim, w Polsce. Według klasyfikacji PKP ma kategorię dworca aglomeracyjnego.
W latach 2017–2018 dokonano gruntownej przebudowy dworca w ramach Programu Inwestycji Dworcowych. Koszt modernizacji wyniósł ok. 5 mln zł i został pokryty ze środków własnych PKP SA i środków budżetu państwa. 24 maja 2018 wyremontowany dworzec został udostępniony podróżnym.

## Ruch pasażerski
| Rok  | Wymiana pasażerska na dobę |
| ---- | -------------------------- |
| 2017 | 700-999                    |
| 2022 | 500-699                    |